# Campeonato Nacional de fútbol playa de Chile 2015
El Campeonato Nacional de fútbol playa 2015 (también conocido como Campeonato Nacional Beach Soccer Chile 2015) fue el séptimo torneo de fútbol playa organizado en Chile por la Asociación Nacional de Fútbol Profesional de Chile (ANFP) y el primero organizado bajo el nombre de la institución a cargo de la promoción de fútbol playa en el mundo, Beach Soccer Worldwide.
El equipo ganador de este torneo y equipo revelación fue Arrebol FC quien se llevó el título de campeón del Campeonato Nacional de Fútbol Playa 2015.

## Equipos participantes
| Equipos participantes | Equipos participantes | Equipos participantes |
| --------------------- | --------------------- | --------------------- |
| Arrebol FC            | Barnechea A           | Barnechea B           |
| Cobresal              | Duoc UC               | Everton               |
| Ferro                 | San Felipe            | San Luis              |
| Santiago Wanderers    | Viña A                | Viña B                |

## Fase de grupos
Los dos mejores de cada grupo más los dos mejores tercero pasan a la segunda ronda.

### Grupo A
| Equipo  | Pts | PJ | PG | PE | PP | GF | GC | Dif |
| ------- | --- | -- | -- | -- | -- | -- | -- | --- |
| Everton | 7   | 3  | 2  | 1  | 0  | 22 | 17 | 5   |
| Ferro   | 4   | 3  | 1  | 1  | 0  | 17 | 13 | 4   |
| Duoc UC | 3   | 3  | 0  | 3  | 0  | 20 | 20 | 0   |
| Viña B  | 1   | 3  | 0  | 1  | 2  | 12 | 21 | -9  |

| Fecha       | Partido¹ | Partido¹ | Partido¹ | Resultado |
| ----------- | -------- | -------- | -------- | --------- |
| 19 de enero | Viña B   | -        | Ferro    | 2-8       |
| 19 de enero | Duoc UC  | -        | Everton  | 9-9       |
| 20 de enero | Ferro    | -        | Duoc UC  | 5-5       |
| 20 de enero | Everton  | -        | Viña B   | 7-4       |
| 21 de enero | Duoc UC  | -        | Viña B   | 6-6       |
| 21 de enero | Everton  | -        | Ferro    | 6-4       |

### Grupo B
| Equipo      | Pts | PJ | PG | PE | PP | GF | GC | Dif |
| ----------- | --- | -- | -- | -- | -- | -- | -- | --- |
| Arrebol FC  | 9   | 3  | 3  | 0  | 0  | 25 | 13 | 12  |
| Barnechea A | 6   | 3  | 2  | 0  | 1  | 22 | 16 | 6   |
| San Felipe  | 3   | 3  | 1  | 0  | 2  | 14 | 18 | -4  |
| San Luis    | 0   | 3  | 0  | 0  | 3  | 13 | 23 | -10 |

| Fecha       | Partido¹   | Partido¹ | Partido¹    | Resultado |
| ----------- | ---------- | -------- | ----------- | --------- |
| 19 de enero | San Luis   | -        | San Felipe  | 6-9       |
| 19 de enero | Arrebol FC | -        | Barnechea A | 11-6      |
| 20 de enero | San Luis   | -        | Barnechea A | 3-10      |
| 20 de enero | Arrebol FC | -        | San Felipe  | 6-3       |
| 21 de enero | San Felipe | -        | Barnechea A | 2-6       |
| 21 de enero | Arrebol FC | -        | San Luis    | 8-4       |

### Grupo C
| Equipo             | Pts | PJ | PG | PE | PP | GF | GC | Dif |
| ------------------ | --- | -- | -- | -- | -- | -- | -- | --- |
| Cobresal           | 5   | 3  | 1  | 2  | 0  | 13 | 10 | 3   |
| Santiago Wanderers | 5   | 3  | 1  | 3  | 0  | 17 | 16 | 1   |
| Viña A             | 4   | 3  | 1  | 1  | 1  | 10 | 9  | 1   |
| Barnechea B        | 1   | 3  | 0  | 1  | 2  | 15 | 19 | -4  |

| Fecha       | Partido¹           | Partido¹ | Partido¹    | Resultado |
| ----------- | ------------------ | -------- | ----------- | --------- |
| 19 de enero | Santiago Wanderers | -        | Cobresal    | 4-4       |
| 19 de enero | Barnechea B        | -        | Viña A      | 6-7       |
| 20 de enero | Santiago Wanderers | -        | Barnechea B | 6-6       |
| 20 de enero | Viña A             | -        | Cobresal    | 3-3       |
| 21 de enero | Santiago Wanderers | -        | Viña A      | 7-6       |
| 21 de enero | Cobresal           | -        | Barnechea B | 6-3       |

## Playoffs
|  | Cuartos de final   | Cuartos de final |                     |          | Semifinales  | Semifinales  |  |  | Final | Final |
|  |                    |                  |                     |          |              |              |  |  |       |       |
|  | Jueves 22 de enero |                  |                     |          |              |              |  |  |       |       |
|  |                    |                  |                     |          |              |              |  |  |       |       |
|  | Barnechea A        | 3 (1)            |                     |          |              |              |  |  |       |       |
|  | Barnechea A        | 3 (1)            | Sábado 24 de enero  |          |              |              |  |  |       |       |
|  | Ferro              | 3 (0)            |                     |          |              |              |  |  |       |       |
|  | Ferro              | 3 (0)            | Barnechea A         | 3        |              |              |  |  |       |       |
|  |                    |                  | Barnechea A         | 3        |              |              |  |  |       |       |
|  |                    | Arrebol FC       | 5                   |          |              |              |  |  |       |       |
|  | Arrebol FC         | Arrebol FC       | 5                   | 10       |              |              |  |  |       |       |
|  | Arrebol FC         |                  | Domingo 25 de enero | 10       |              |              |  |  |       |       |
|  | Santiago Wanderers | 3                |                     |          |              |              |  |  |       |       |
|  | Santiago Wanderers | 3                | Arrebol FC          | 7        |              |              |  |  |       |       |
|  |                    |                  | Arrebol FC          | 7        |              |              |  |  |       |       |
|  |                    | Viña A           | 2                   |          |              |              |  |  |       |       |
|  | Cobresal           | Viña A           | 2                   | 7        |              |              |  |  |       |       |
|  | Cobresal           |                  |                     | 7        |              |              |  |  |       |       |
|  | Duoc UC            | 3                |                     |          |              |              |  |  |       |       |
|  | Duoc UC            | 3                | Cobresal            | 4 (0)    | Tercer lugar | Tercer lugar |  |  |       |       |
|  |                    |                  | Cobresal            | 4 (0)    |              |              |  |  |       |       |
|  |                    | Viña A           | 4 (1)               |          |              |              |  |  |       |       |
|  | Everton            | Viña A           | 4 (1)               | 3        | Barnechea A  | 7            |  |  |       |       |
|  | Everton            |                  |                     | 3        | Barnechea A  | 7            |  |  |       |       |
|  | Viña A             | 6                |                     | Cobresal | 5            |              |  |  |       |       |
|  | Viña A             | 6                |                     |          | 5            |              |  |  |       |       |
|  |                    |                  |                     |          |              |              |  |  |       |       |
|  |                    |                  |                     |          |              |              |  |  |       |       |

## Campeón
|                                           |
| Campeón Arrebol Fútbol Club Primer título |